# Cautethia
Genre
Cautethia est un genre d’insectes lépidoptères de la famille des Sphingidae, de la sous-famille des Macroglossinae, de la tribu des Dilophonotini.

## Systématique
Le genre Cautethia a été décrit par l'entomologiste britannique Augustus Radcliffe Grote en 1865.
- L'espèce type pour le genre est Oenosanda noctuiformis Walker.

### Synonymie
- Oenosanda Walker, 1856 [2].
- Braesia Grote & Robinson, 1868

### Taxinomie
Liste des espèces
- Cautethia carsusi - Haxaire & Schmit, 2001
- Cautethia exuma - McCabe, 1984
- Cautethia grotei - H. Edwards, 1882
- Cautethia noctuiformis - (Walker, 1856)
- Cautethia simitia - Schaus, 1932
- Cautethia spuria - (Boisduval, 1875)
- Cautethia yucatana - Clark, 1919

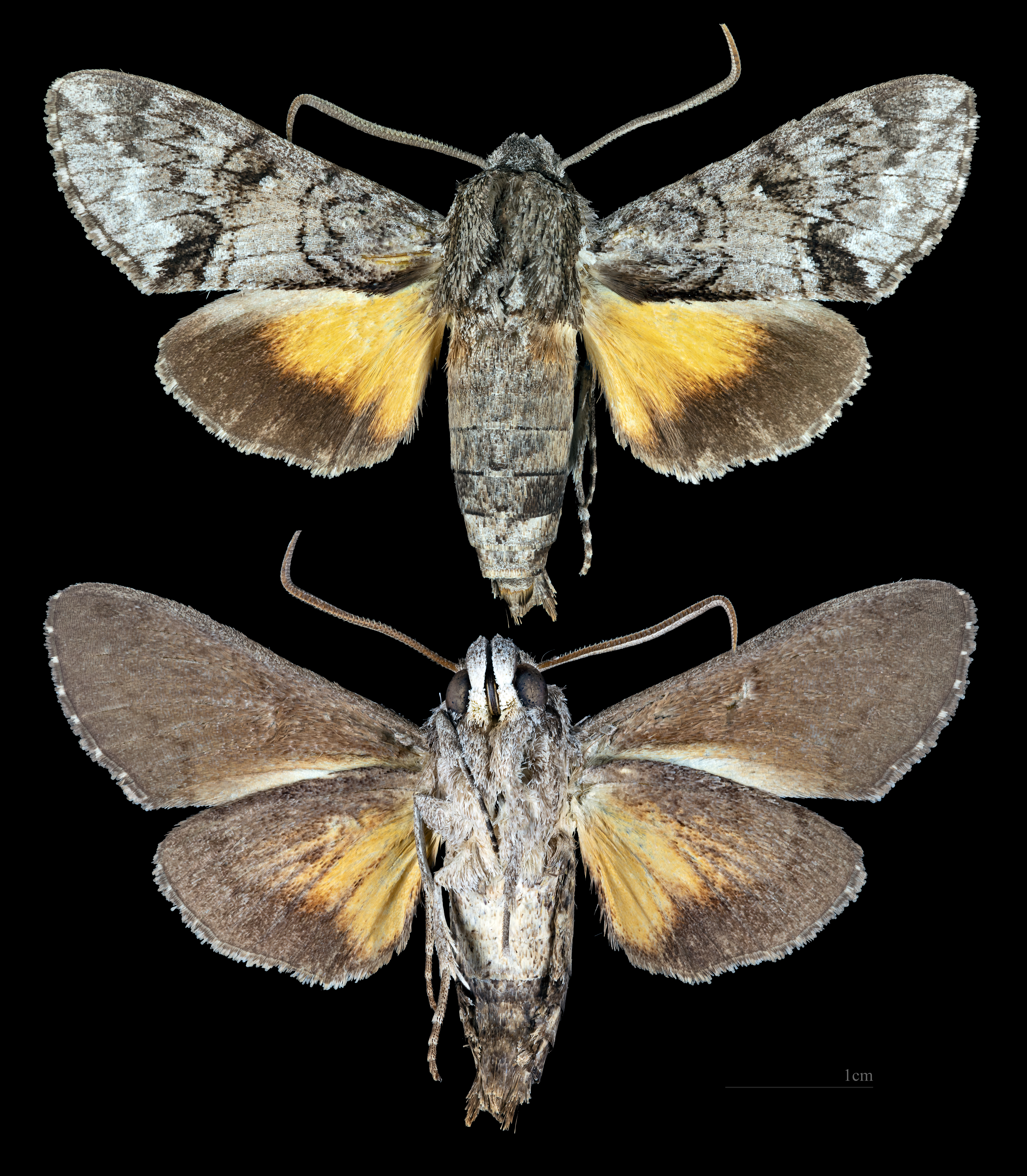
Cautethia grotei
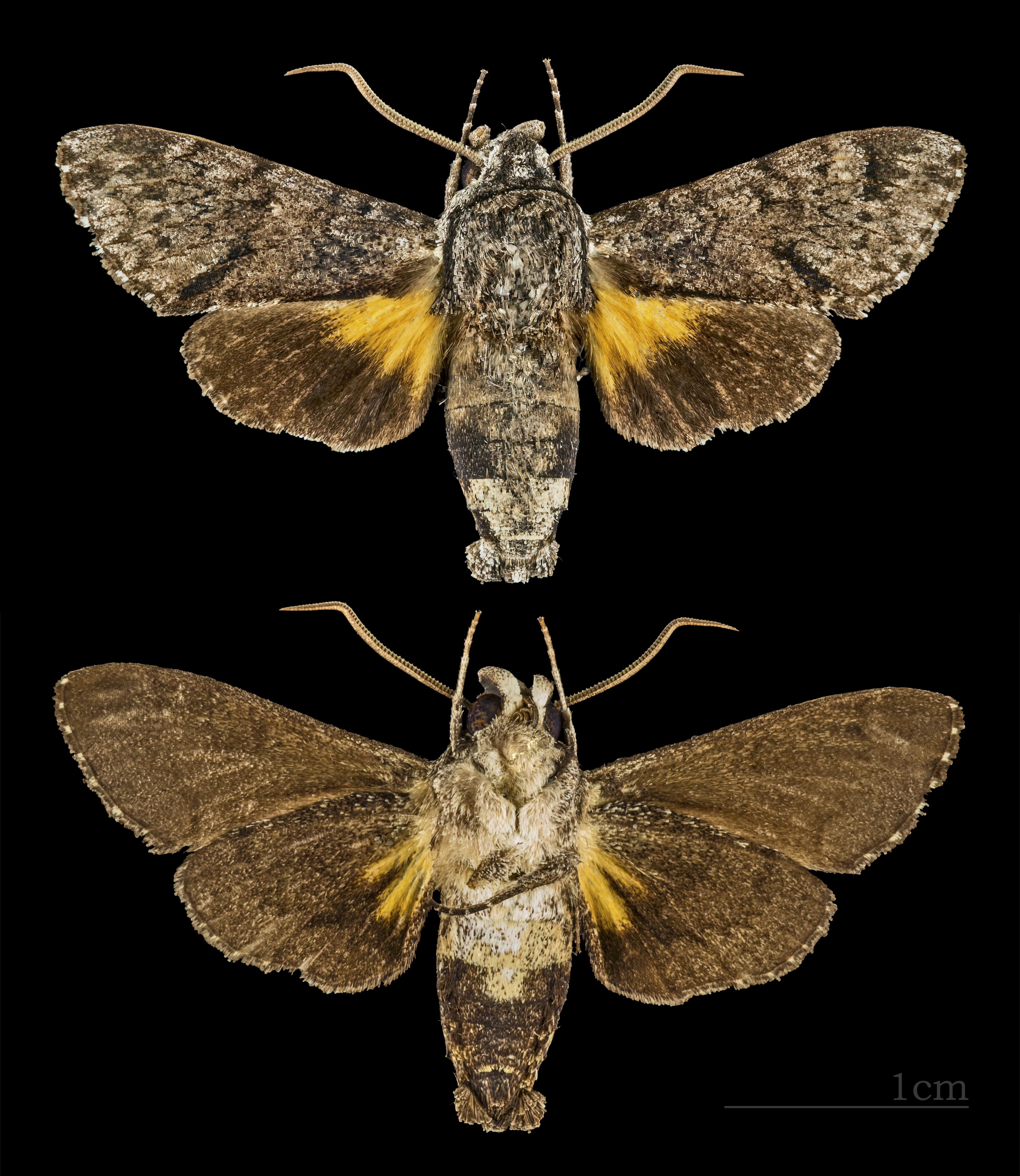
Cautethia spuria
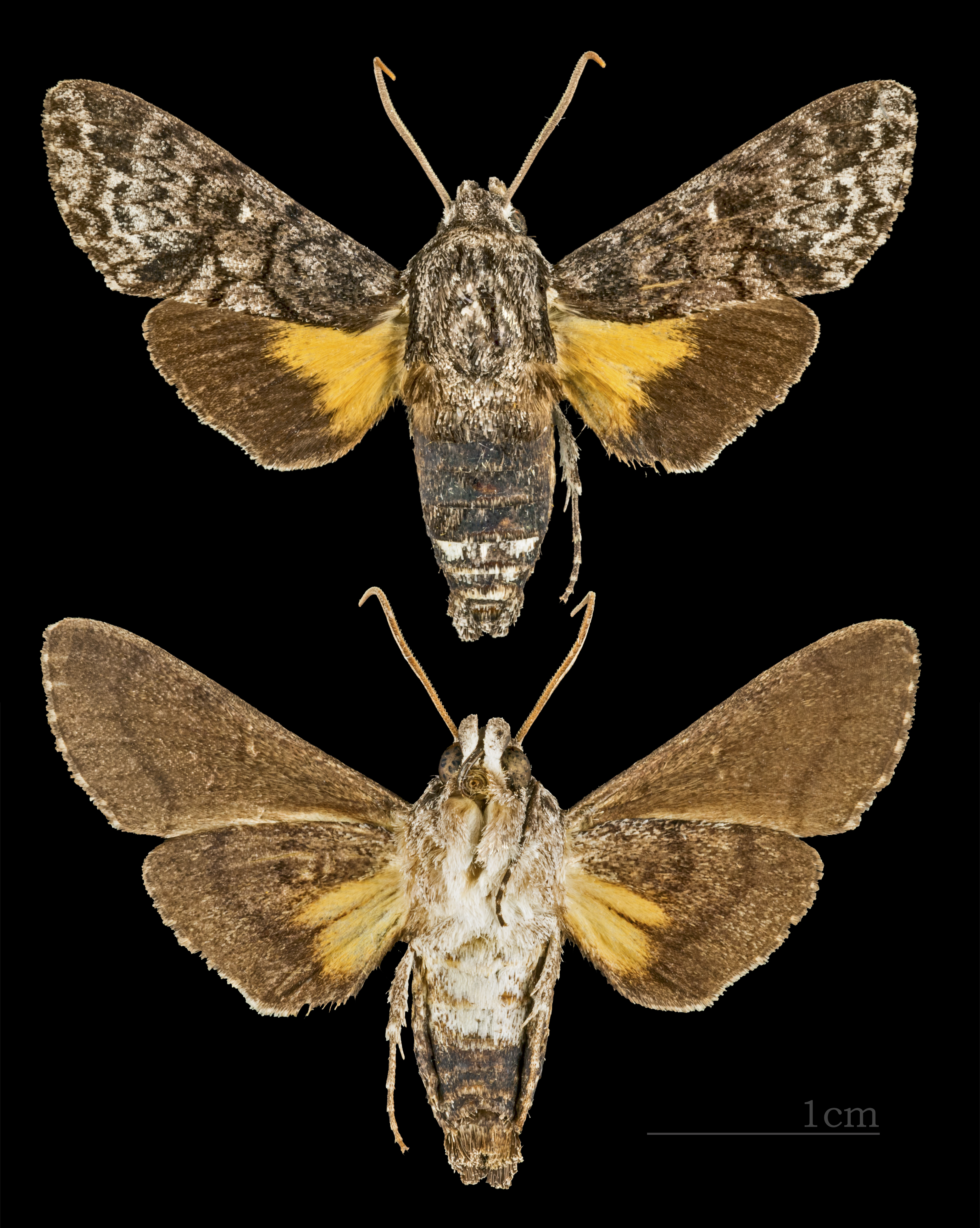
Cautethia yucatana

## Distribution
Antigua, Baduda, Bahamas, Cuba, Floride (E-u), Hispaniola, Mexique, Puerto-Rico, St-Thomas .